# 杉戸清
杉戸 清（すぎと きよし、1901年（明治34年）10月10日 - 2002年（平成14年）4月24日）は、日本の政治家。元名古屋市長（3期）。

## 来歴
愛知郡則武村字香箱（現・名古屋市中村区）出身。名古屋中学校、第八高等学校を経て、東京帝国大学工学部土木工学科を卒業。1926年（大正15年）4月に名古屋市役所に入り、水道局長、名古屋市助役などを歴任する。
1961年（昭和36年）3月16日、名古屋市長の小林橘川が任期中に死去。職務代理者を務める。同年4月28日に行われた市長選に自民党の推薦を受けて立候補。元参議院議員の栗山良夫（社会党推薦）、元市議の横井亀吉（民社党推薦）らを破り初当選した。
名古屋市長として地下鉄の整備等に尽力した。
1973年（昭和48年）に4選を目指したが、社会党・共産党の推薦を受けた本山政雄に敗れた。同年、勲二等瑞宝章を受章。
2002年（平成14年）4月24日、老衰のため名古屋市昭和区の自宅で死去、100歳。死没日をもって従五位から従四位に叙される。

## 著書
- 『下水道学 上』壮文社、1948年。ASIN B000JBMYSG。
- 『下水道学 下』技報堂、1953年。ASIN B000JBAQY0。
- 『厠談義』実業之日本社、1960年。ASIN B000JAPJ48。
- 『なごやべん―杉戸清さんのおしゃべり』日進堂書店、1970年。ASIN B000J9JRAG。
- 『20世紀を生きて―杉戸清先生の水道人気質 特別インタビュー構成』日本水道新聞社〈ウォーターマン叢書〉、1997年9月。ISBN 978-4930941176。